# Savigny-en-Véron
Savigny-en-Véron – miejscowość i gmina we Francji, w Regionie Centralnym, w departamencie Indre i Loara.
Według danych na rok 1990 gminę zamieszkiwało 1400 osób, a gęstość zaludnienia wynosiła 66 osób/km² (wśród 1842 gmin Regionu Centralnego Savigny-en-Véron plasuje się na 283. miejscu pod względem liczby ludności, natomiast pod względem powierzchni na miejscu 614.).